# Apollo 17
Apollo 17 (angleško Apolon 17) je bila šesta in do sedaj zadnja vesoljska odprava s človeško posadko, ki je pristala na Luni. Odprava je bila enajsta po vrsti v Nasinem Programu Apollo. Izstrelitev so prvič izvedli ponoči 7. decembra 1972, odprava pa se je končala 19. decembra. 

## Posadka
Številka v oklepaju predstavlja število vesoljskih poletov vključno s tem za vsakega člana posadke.
- Eugene Andrew Cernan (3), poveljnik odprave (CDR)
- Ronald Ellwin Evans (1), pilot Komandnega modula (CMP)
- Harrison Hagan Schmitt (1), pilot Lunarnega modula (LMP)

Joseph Henry Engle je bil najprej izbran za pilota Lunarnega modula, vendar ko je postalo jasno, da bo Apollo 17 zadnji polet na Luno, je znanstvena skupnost pritisnila na Naso naj izbere znanstvenika. Tako so iz odprave Apollo 18 prestavili Schmitta, ki je zamenjal Englea.

### Nadomestna posadka
- John Watts Young, poveljnik odprave
- Stuart Allen Roosa, pilot Komandnega modula
- Charles Moss Duke, pilot Lunarnega modula

### Pomožna posadka
- Robert Franklyn Overmyer
- Robert Allan Ridley Parker
- Charles Gordon Fullerton